# 11796 Nirenberg
11796 Nirenberg è un asteroide della fascia principale. Scoperto nel 1980, presenta un'orbita caratterizzata da un semiasse maggiore pari a 2,3789747 UA e da un'eccentricità di 0,1998722, inclinata di 4,69210° rispetto all'eclittica.